# Barre (ciutat de Vermont)
Barre és una ciutat del Comtat de Washington (Vermont) dels Estats Units d'Amèrica.

## Demografia
Segons el cens dels Estats Units del 2000 tenia 9.291 habitants, 4.220 habitatges, i 2.253 famílies. La densitat de població era de 892,4 habitants per km².
Per edats la població es repartia de la següent manera: un 22,4% tenia menys de 18 anys, un 7,9% entre 18 i 24, un 29,5% entre 25 i 44, un 0% de 45 a 60 i un 91,1% 65 anys o més.
L'edat mediana era de 38 anys. Per cada 100 dones de 18 o més anys hi havia 82,6 homes.
La renda mediana per habitatge era de 30.393 $ i la renda mediana per família de 42.660 $. Els homes tenien una renda mediana de 33.175 $ mentre que les dones 20.319 $. La renda per capita de la població era de 18.724 $. Entorn del 9,9% de les famílies i el 13% de la població estaven per davall del llindar de pobresa.